# 엽교미
엽교미(獵驕靡, ? ~ ?)는 오손의 초대 군주다. 군주의 칭호는 곤미(昆靡), 곤막(昆莫)이다.

## 생애
엽교미와 흉노, 월지와의 관계에 대해서는 《사기》 대완열전과 《한서》 장건·이광리전의 서술이 차이가 크고 이에 따라 오손의 기원에 대한 학자의 견해도 갈린다. 《사기》 대완열전에 나오는 장건의 말에 따르면, 엽교미의 부친은 흉노 서쪽 변경의 작은 나라의 군주였고, 흉노의 공격을 받아 죽었다. 그러나 《한서》 장건·이광리전에 따르면 엽교미의 부친은 이름을 난두미(難兜靡)라 하고 기련산과 돈황 사이의 작은 나라의 군주였는데 월지의 공격을 받아 죽었으며, 엽교미는 흉노에 망명했다가 장성한 후 흉노의 지원을 받아 구원을 갚으러 월지를 공격하니 월지가 대하로 달아나고 엽교미는 월지가 정복했던 색(塞, 사카) 땅을 차지했다.
어쨌거나 이후 엽교미의 성장에 대해서는 한서와 사기가 유사한데, 엽교미는 아버지가 죽을 무렵에 태어나 들에 버려졌으나 까마귀가 고기를 물고 위를 날아다녔고 늑대가 젖을 먹여 키웠다. 이를 신의 가호라고 생각한 흉노 선우가 거두어서 키우고 장성하자 군대를 주고 공을 세우니 아버지의 백성들을 주어 서쪽 변경을 수비하게 했다. 그러나 엽교미는 이를 바탕으로 주변을 공격해 세력을 키우고, 선우가 죽자 흉노에 조회하지 않았다. 흉노가 몇 번 오손을 기습했으나 이기지 못해 오손은 흉노의 반독립적 속국으로 남을 수 있었다.
장건은 이런 이야기를 무제에게 전하고 오손과 동맹을 맺기를 청하니, 무제는 즉시 오손에 사자를 보냈다. 그런데 엽교미는 10여 명의 아들 중 태자를 일찍 잃어 태자의 유언대로 태자의 아들 잠취(岑陬)를 새 태자로 삼았다. 그런데, 대록강(大祿彊)이란 아들이 형제들을 모아 반란을 일으키고 잠취를 치려 했다. 그래서 엽교미는 스스로 1만 기를 거느리고, 또 잠취에게 1만 기를 주어 침략에 대비하게 했다. 이렇게 오손의 세력은 삼분되어, 비록 엽교미 아래에 통합은 되어 있었으나 아슬아슬했다. 이러던 차에 장건이 오손에 찾아온 것이었다. 오손의 대신들은 흉노와 관계를 맺은 지 오래고 전한에 대해서는 잘 알지 못했기에 장건의 제안대로 동쪽의 고향으로 옮겨가기를 원하지 않았고, 엽교미에게는 이들을 누를 만한 힘이 없었다. 그래서 답례 사신을 보냈을 뿐이고, 답례 사신이 한나라의 힘과 부를 보고 돌아가 오손은 점차 한나라를 중시하게 되었다.
오손이 한나라와 관계를 맺기 시작하자 흉노는 오손을 치려 했고, 이를 두려워해 한나라의 공주와 혼인하기를 청하고 한나라의 요구대로 빙물로 말 천 필을 보냈다. 그러자 한나라에서는 강도공주 유세군을 보냈고, 그를 우부인으로 삼았다. 유세군과 혼인한 해는 대략 기원전 110년 - 기원전 107년 사이로 추정된다. 흉노도 선우의 딸을 보내니, 그는 좌부인으로 삼았다. {이 당시 흉노의 선우는 오유선우(재위 기원전 114-기원전 105), 아선우(재위 기원전 105-기원전 102) 등이다.} 늙어 죽으려 할 무렵, 유목 민족에 흔한 수계혼 풍습대로 유세군을 세손 잠취의 아내로 주려 했다. 유세군은 이를 거부했으나 한나라에서 유세군에게 오손의 풍습대로 따르기를 요구했기에, 엽교미의 원대로 엽교미 사후 세손 잠취가 그 뒤를 잇고 유세군은 잠취의 부인이 되었다.

## 출전
- 사마천: 《사기》 권123 대완열전제63, 동북아역사재단 편집 《사기외국전역주》에서 인용
- 반고: 《한서》 권96하 서역전제66하, 동북아역사재단 편집 《한서외국전역주》에서 인용
- 반고: 《한서》 권61 장건이광리전 중 장건 중국어 위키문헌에 이 글과 관련된 원문이 있습니다. 한서 장건이광리전